# 迪士尼頻道原創電影列表
这里列出了由迪士尼品牌電視为迪士尼频道或Disney+制作的电视电影。这样的电影叫做迪士尼原创电影（Disney Original Movies）；此前，它的名字为迪士尼频道首映电影（Disney Channel Premiere Films，1983年至1997年）或迪士尼频道原创电影（Disney Channel Original Movies，简称DCOM，1997年至2023年）。
早期大多数热门电影随后都由家庭錄影帶发行其DVD版本。從2021年12月開始，所有电影均会在播出后于次日上线Disney+。
下面列表中同時有兩個播出日期的電影中，第一個日期為電影在於迪士尼頻道播出前就已發行錄影帶或DVD版本或於Disney+上線的日期。

## 迪士尼频道首映电影（Disney Channel Premiere Films）

### 1983
1. 棒球之虎（英语：Tiger Town）（1983年10月9日）

### 1984
1. 戴尔一家（暫譯，Gone Are the Dayes）（1984年5月6日）
2. 爱的指引（暫譯，Love Leads the Way）（1984年10月7日）

### 1985
1. 好运连连（英语：Lots of Luck）（暂译）（1985年2日3日）
2. 大学生活（暂译，The Undergrads）（1985年5月5日）
3. 時空飛行先鋒（英语：The Blue Yonder）（1985年11月17日）

### 1986
1. 孩子需要幫助（暫譯，Help Wanted: Kids）（1986年2月2日）
2. 布格迪先生（英语：Mr. Boogedy）（1986年4月20日）
3. 小紅娘再點鴛鴦譜（英语：The Parent Trap II）（1986年7月26日）
4. 蠱惑狗尋寶（英语：Spot Marks the X）（暂译）（1986年10月18日）
5. 长山之下（暂译，Down the Long Hills）（1986年11月15日）
6. 宇宙奇犬（英语：Fluppy Dogs）（1986年11月27日）

### 1987
1. 陌生的冠军（暂译，Strange Companions）（1987年2日28日）
2. 阿翁丽的青春（英语：Anne of Avonlea (1987 film)）（暫譯）（1987年5月19日）
3. 我愛機械人（英语：Not Quite Human (film)）（1987年7月19日）
4. 南半球的耶誕節（暂译，The Christmas Visitor / Miracle Down Under）（1987年12日5日）

### 1988
1. 搖滾媽媽（暫譯，Rock N Roll Mom）（1988年2月7日）
2. 小狗救援（暂译，Save the Dog）（1988年3月19日）
3. 卡特曼都的夜班火车（英语：The Night Train to Kathmandu）（暂译）（1988年6月5日）
4. 布利斯避难所（英语：Ollie Hopnoodle's Haven of Bliss）（暂译）（1988年8月6日）
5. 维也纳的友谊（暂译，A Friendship in Vienna）（1988年8月27日）
6. 好大男孩（英语：Good Old Boy）（暂译）（1988年11月11日）
7. 再见了，7月4日（暂译，Goodbye, Miss 4th of July）（1988年12月3日）

### 1989
1. 小紅娘巧牽姻緣線（英语：Parent Trap III）（1989年4月9日）
2. 我愛機械人之求愛驚魂（英语：Not Quite Human II）（1989年9月23日）
3. 小紅娘瘋狂蜜月（英语：The Parent Trap: Hawaiian Honeymoon）（1989年11月19日）

### 1990
1. 小丘月圓（英语：Lantern Hill）（暫譯）（1990年1月27日）
2. 战狗其普（暂译，Chips, the War Dog）（1990年3月24日）
3. 老妈唱摇滚（英语：Mother Goose Rock 'n' Rhyme）（暂译）（1990年5月19日）
4. 回家（英语：Back Home）（1990年6月7日）
5. 小小绑匪（英语：The Little Kidnappers (1990 film)）（暂译）（1990年8月17日）
6. 再見頑童歷險記（英语：Back to Hannibal: The Return of Tom Sawyer and Huckleberry Finn）（1990年10月21日）

### 1991
1. 珠宝（暂译，Bejewelled）（1991年1月20日）
2. 完美的旋律（英语：Perfect Harmony）（暂译）（1991年3月31日）
3. 马克·吐温和我（Mark Twain and Me）（1991年11月22日）

### 1992
1. 我愛機械人之勇鬥機動戰士（英语：Still Not Quite Human）（1992年5月31日）

### 1993
1. 爱尼斯·格林的故事（英语：The Ernest Green Story）（暂译）（1993年1月17日）
2. 间碟（暂译，Spies）（1993年5月7日）
3. 阿爾卑斯山的少女（英语：Heidi (miniseries)）（暂译）（1993年7月18日）

### 1994
1. 福地（暂译，On Promised Land）（1994年4月17日）
2. 代罪羔羊（暂译，The Whipping Boy）（1994年7月31日）

### 1995
1. 老古玩店（暫譯，The Old Curiosity Shop）（1995年3月19日）
2. 巫山大逃亡（英语：Escape to Witch Mountain (1995 Film)）（1995年4月29日）
3. 四鑽（暫譯，The Four Diamonds）（1995年8月12日）

### 1996
1. 小小車手（英语：The Little Riders）（暫譯）（1996年3月24日）
2. Nightjohn（英语：Nightjohn）（1996年6月1日）
3. 蘇西Q（英语：Susie Q (film)）（暫譯）（1996年）
4. 像星星許願（英语：Wish Upon A Star）（1996年11月12日）

### 1997
1. 紙上旅團（英语：The Paper Brigade）（1997年2月25日）

## 迪士尼頻道原創電影 （Disney Channel Original Movies, DCOMs）

### 1997
1. 北極光（英语：Northern Lights (1997 film)）（1997年8月23日）
2. 木乃伊歷險記（英语：Under Wraps (film)）（1997年10月25日）

### 1998
1. 百萬富狗（英语：You Lucky Dog）（1998年6月27日）
2. 極限旋風（英语：Brink!）（1998年8月29日）
3. 女巫一族（英语：Halloweentown (film)）（1998年10月17日）

### 1999
1. 超時空少女（1999年1月23日）
2. 外星奇緣（英语：Can of Worms (film)）（1999年4月10日）
3. 小美男魚（英语：The Thirteenth Year）（1999年5月15日）
4. 我的媽咪不是人（英语：Smart House）（1999年6月26日）
5. 強尼小子（英语：Johnny Tsunami）（1999年7月24日）
6. 雙面天才（英语：Genius (film)）（1999年8月21日）
7. 是誰在嚇我？（英语：Don't Look Under the Bed）（1999年10月9日）
8. 馬上男兒（英语：Horse Sense）（1999年11月20日）

### 2000
1. 超能智多星（英语：Up, Up, and Away (2000 film)）（2000年1月22日）
2. 友誼的顏色（英语：The Color of Friendship）（2000年2月5日）
3. 保齡球爭霸戰（英语：Alley Cats Strike）（2000年3月18日）
4. 衝浪美眉（英语：Rip Girls）（2000年4月22日）
5. 第二街的奇蹟（英语：Miracle in Lane 2）（2000年5月13日）
6. 星際姊妹（英语：Stepsister from the Planet Weird）（2000年6月17日）
7. 蓄勢待發（英语：Ready to Run）（2000年7月14日）
8. 快樂五胞胎（英语：Quints）（2000年8月18日）
9. 天才替身（英语：The Other Me）（2000年9月8日）
10. 媽媽跟吸血鬼約會（英语：Mom's Got a Date with a Vampire）（2000年10月13日）
11. 電影院驚險記（英语：Phantom of the Megaplex）（2000年11月10日）
12. 聖誕禮物（英语：The Ultimate Christmas Present）（2000年12月1日）

### 2001
1. 超時空少女：外星密碼（英语：Zenon: The Zequel）（2001年1月12日）
2. 輪上英雌（英语：Motocrossed）（2001年2月16日）
3. 家有幸運星（英语：The Luck of the Irish (2001 film)）（2001年3月9日）
4. 惹狗上身（英语：Hounded）（2001年4月13日）
5. 偶像小神探電影版（英语：Jett Jackson: The Movie）（2001年6月8日）
6. 家有猩猩寶貝（英语：The Jennie Project）（2001年7月13日）
7. 海上男兒（英语：Jumping Ship）（2001年8月17日）
8. 返老還童記（英语：The Poof Point）（2001年9月14日）
9. 女巫一族2（英语：Halloweentown II: Kalabar's Revenge）（2001年10月12日）
10. 聖誕夜瘋狂（英语：'Twas the Night）（2001年12月7日）

### 2002
1. 女籃雙嬌（英语：Double Teamed）（2002年1月18日）
2. 女兵報到（英语：Cadet Kelly）（2002年3月8日）
3. 崔蒂的真實告白（英语：Tru Confessions）（2002年4月5日）
4. 小記者大偵探（英语：Get a Clue）（2002年6月28日）
5. 勁舞十七（英语：Gotta Kick It Up!）（2002年7月26日）
6. 永恆之光（英语：A Ring of Endless Light (film)）（2002年8月23日）
7. 驚聲鬼叫（英语：The Scream Team）（2002年10月4日）

### 2003
1. 許願成真（英语：You Wish!）（2003年1月10日）
2. 賽車嬌娃（英语：Right on Track）（2003年3月21日）
3. 活寶家族渡假記（英语：The Even Stevens Movie）（2003年7月13日）
4. 強棒食神（英语：Eddie's Million Dollar Cook-Off）（2003年7月18日）
5. 花豹少女隊（英语：The Cheetah Girls (film)）（2003年8月15日）
6. 奇蹟籃球隊（英语：Full-Court Miracle）（2003年11月21日）
7. 麻辣女孩：超時空任務（英语：Kim Possible: A Sitch in Time）（2003年12月28日）

### 2004
1. 虛擬天后（2004年1月16日）
2. 摔角少年（英语：Going to the Mat）（2004年3月19日）
3. 超時空少女：月球保衛戰（英语：Z3）（2004年6月11日）
4. 我的大明星（英语：Stuck in the Suburbs）（2004年7月16日）
5. 海上英雄（英语：Tiger Cruise）（2004年8月6日）
6. 女巫一族3（英语：Halloweentown High）（2004年10月8日）

### 2005
1. 魔法少年（英语：Now You See It...）（2005年1月14日）
2. 野地少年夢（英语：Buffalo Dreams）（2005年3月11日）
3. 麻辣女孩電影版：超級任務（英语：Kim Possible Movie: So the Drama）（2005年4月8日）
4. 溜冰甜心（英语：Go Figure (film)）（2005年6月10日）
5. 天才寶弟的狗日子（英语：Life Is Ruff）（2005年7月15日）
6. 榮耀家族電影版（英语：The Proud Family Movie）（2005年8月19日）
7. 魔法雙星（英语：Twitches (film)）（2005年10月14日）

### 2006
1. 歌舞青春（2006年1月20日）
2. 牛仔公主（英语：Cow Belles）（2006年3月24日）
3. 功夫少女吳溫蒂（英语：Wendy Wu: Homecoming Warrior）（2006年6月16日）
4. JJ祕密日記（英语：Read It and Weep）（2006年7月21日）
5. 花豹少女隊：勇闖西班牙（英语：The Cheetah Girls 2）（2006年8月25日）
6. 女巫一族4：魔法之鑰（英语：Return to Halloweentown）（2006年10月20日）

### 2007
1. 跳躍青春（英语：Jump In!）（2007年1月12日）
2. 強尼小子：重返夏威夷（英语：Johnny Kapahala: Back on Board）（2007年6月8日）
3. 歌舞青春2（2007年8月17日）
4. 魔法雙星：魔力再現（英语：Twitches Too）（2007年10月12日）

### 2008
1. 穿梭時空好小子（英语：Minutemen (film)）（2008年1月25日）
2. 搖滾夏令營（2008年6月20日）
3. 花豹少女隊：勇闖寶來塢（英语：The Cheetah Girls: One World）（2008年8月22日）
4. 歌舞青春3：畢業季（2008年10月24）

### 2009
1. 酷爸的瘋狂假期（英语：Dadnapped）（2009年2月16日）
2. 最高雞密（英语：Hatching Pete）（2009年4月30日）
3. 公主保衛戰（英语：Princess Protection Program）（2009年6月26日）
4. 少年魔法師電影版（2009年8月28日）

### 2010
1. 愛上大明星（2010年2月14日）
2. 密探海芮：部落格大戰（英语：Harriet the Spy: Blog Wars）（2010年3月26日）[1]
3. 16歲的願望（英语：16 Wishes）（2010年6月25日）[1]
4. 丹恩大哥哥（英语：Den Brother）（2010年8月13日）
5. 搖滾夏令營2：搖滾萬歲（英语：Camp Rock 2: The Final Jam）（2010年9月3日）
6. 愛凡隆高校（英语：Avalon High (film)）（2010年11月19日）

### 2011
1. 小查與寇弟的頂級冒險（英语：The Suite Life Movie）（2011年3月25日）
2. 檸檬大嘴巴（英语：Lemonade Mouth）（2011年4月15日）
3. 夏培的星光大道（2011年4月19日 / 2011年5月22日）
4. 飛哥與小佛電影版：超時空之謎（2011年8月5日）
5. 千金奇緣（2011年11月11日）
6. 我愛夏莉：瘋狂聖誕（英语：Good Luck Charlie,It's Christmas!）（2011年12月2日）

### 2012
1. 友情大作戰（英语：Frenemies (film)）（2012年1月13日）
2. DJ甜心（2012年2月17日）
3. 閃亮的青春（电影）（英语：Let It Shine (film)）（2012年6月15日）
4. 美少女大戰怪獸（英语：Girl vs. Monster）（2012年10月12日）

### 2013
1. 青春海灘電影版（2013年7月19日）

### 2014
1. 飛越九霄（2014年1月17日）
2. 魔力APP（英语：Zapped (2014 film)）（2014年6月27日）
3. 超完美男孩（英语：How to Build a Better Boy）（2014年8月15日）

### 2015
1. 亂髮日記（英语：Bad Hair Day）（2015年2月13日）
2. 青春海灘2（英语：Teen Beach Movie 2）（2015年6月26日）
3. 星光繼承者（2015年7月31日）
4. 我的姊姊會隱形（英语：Invisible Sister）（2015年10月9日）

### 2016
1. 保姆夜瘋狂（2016年6月24日）
2. 青春變變變（英语：The Swap (2016 film)）（2016年10月7日）

### 2017
1. 魔髮奇緣：幸福前奏（2017年3月10日）
2. 星光繼承者2（英语：Descendants 2）（2017年7月21日）

### 2018
1. 殭屍高校生（英语：Zombies (2018 film)）（2018年2月16日）
2. 新辣媽辣妹（英语：Freaky Friday (2018 film)）（2018年8月10日）

### 2019
1. 麻辣女孩（英语：Kim Possible (2019 film)）（2019年2月15日）
2. 星光繼承者3（英语：Descendants 3）（2019年8月2日）

### 2020
1. 殭屍高校生2（英语：Zombies 2）（2020年2月14日）
2. 顛倒的魔法（英语：Upside-Down Magic (film)）（2020年7月31日）

### 2021
1. 指針躍動（英语：Spin (2021 film)）（2021年8月13日）
2. 木乃伊歷險記（英语：Under Wraps (2021 film)）（2021年10月1日）
3. 聖誕再臨（英语：Christmas...Again?!）（2021年12月3日）

### 2022
1. 殭屍高校生3（英语：Zombies 3）（2022年7月15日 / 2022年8月12日）
2. 木乃伊歷險記2（英语：Under Wraps 2）（2022年9月25日）

## 迪士尼原創電影 （Disney Original Movies）

### 2023
1. 舞會契約（英语：Prom Pact）（2023年3月30日）
2. 睡衣派對（英语：The Slumber Party）（2023年7月27日）
3. 聖誕特攻隊（英语：The Naughty Nine）（2023年11月22日）

### 2024
1. 格林一家進城趣電影版：宇宙假期（英语：Big City Greens the Movie: Spacecation）（2019年8月2日）
2. 星光繼承者：公主反叛聯盟（英语：Descendants: The Rise of Red）（2024年7月12日 / 2024年8月9日）

### 即將播出
1. 殭屍高校生4：吸血鬼黎明（英语：Zombies 4: Dawn of the Vampires）（2025年）

## 有線電視收視排行
| 排行 | 作品                         | 收視（百萬） | 年度 |
| ---- | ---------------------------- | ------------ | ---- |
| 1    | 歌舞青春2                    | 17.2         | 2007 |
| 2    | 少年魔法師電影版             | 11.4         | 2009 |
| 3    | 搖滾夏令營                   | 8.9          | 2008 |
| 4    | 公主保衛戰                   | 8.5          | 2009 |
| 5    | 青春海灘電影版               | 8.4          | 2013 |
| 6    | 跳躍青春                     | 8.2          | 2007 |
| 7    | 花豹少女隊：勇闖西班牙       | 8.1          | 2006 |
| 8    | 搖滾夏令營2：搖滾萬歲        | 7.9          | 2010 |
| 9    | 女兵報到                     | 7.8          | 2002 |
| 9    | 女巫一族4：魔法之鑰          | 7.8          | 2006 |
| 10   | 歌舞青春                     | 7.7          | 2006 |
| 11   | 飛哥與小佛電影版：超時空之謎 | 7.6          | 2011 |
| 12   | 我愛夏莉：瘋狂聖誕           | 7.1          | 2011 |
| 13   | 魔法雙星                     | 7.0          | 2005 |
| 14   | 魔法雙星：魔力再現           | 6.9          | 2007 |
| 15   | 星光繼承者                   | 6.6          | 2015 |
| 16   | 花豹少女隊                   | 6.5          | 2003 |
| 17   | 穿梭時空好小子               | 6.48         | 2008 |
| 18   | 花豹少女隊：勇闖寶來塢       | 6.2          | 2008 |
| 19   | 女巫一族3                    | 6.1          | 2004 |
| 20   | 閃亮的青春                   | 5.7          | 2012 |
| 20   | 魔力APP                      | 5.7          | 2014 |

### 年度收視冠軍
| 年度 | 作品                         | 收視（百萬） |
| ---- | ---------------------------- | ------------ |
| 2002 | 女兵報到                     | 7.8          |
| 2003 | 花豹少女隊                   | 6.5          |
| 2004 | 女巫一族3                    | 6.1          |
| 2005 | 魔法雙星                     | 7.0          |
| 2006 | 花豹少女隊：勇闖西班牙       | 8.1          |
| 2007 | 歌舞青春2                    | 17.2         |
| 2008 | 搖滾夏令營                   | 8.9          |
| 2009 | 少年魔法師電影版             | 11.4         |
| 2010 | 搖滾夏令營2：搖滾萬歲        | 7.9          |
| 2011 | 飛哥與小佛電影版：超時空之謎 | 7.6          |
| 2012 | 閃亮的青春                   | 5.7          |
| 2013 | 青春海灘電影版               | 8.4          |
| 2014 | 魔力APP                      | 5.7          |
| 2015 | 星光繼承者                   | 6.6          |
| 2016 | 保姆夜瘋狂                   | 3.4          |
| 2017 | 星光繼承者2                  | 5.3          |

## 引用
1. 1 2  實際上並非「迪士尼頻道原創電影」品牌作品。